# Réda Babouche
Mohamed Réda Babouche (Skikda, 3 juli 1979) is een Algerijns voetballer die bij voorkeur als verdediger speelt. Hij tekende in juli 2014 bij CA Batna, nadat hij in het voorgaande jaar geen club had.

## Palmares
- Algerian Championnat National: 1

2010
- Beker van Algerije: 2

2006, 2007
- Algerijnse Super Cup: 2

2006, 2007